# Агозі-Ґанґ
Агозі-Ґанґ (перс. اغذي گنگ) — село в Ірані, у дегестані Гакімабад, у Центральному бахші, шахрестані Зарандіє остану Марказі. За даними перепису 2006 року, його населення становило 291 особу, що проживали у складі 73 сімей.

## Клімат
Середня річна температура становить 14,68 °C, середня максимальна – 33,33 °C, а середня мінімальна – -6,78 °C. Середня річна кількість опадів – 250 мм.
| Клімат поселення                              | Клімат поселення | Клімат поселення | Клімат поселення | Клімат поселення | Клімат поселення | Клімат поселення | Клімат поселення | Клімат поселення | Клімат поселення | Клімат поселення | Клімат поселення | Клімат поселення | Клімат поселення |
| Показник                                      | Січ.             | Лют.             | Бер.             | Квіт.            | Трав.            | Черв.            | Лип.             | Серп.            | Вер.             | Жовт.            | Лист.            | Груд.            |                  |
| Середній максимум, °C                         | 9,56             | 11,48            | 16,10            | 22,52            | 26,94            | 32,13            | 33,33            | 32,17            | 28,33            | 22,48            | 16,03            | 9,89             |                  |
| Середня температура, °C                       | 1,39             | 3,30             | 7,95             | 14,35            | 18,77            | 23,96            | 27,38            | 26,21            | 22,35            | 16,53            | 10,07            | 3,92             |                  |
| Середній мінімум, °C                          | −6,78            | −4,88            | −0,23            | 6,18             | 10,60            | 15,78            | 21,41            | 20,25            | 16,41            | 10,56            | 4,10             | −2,05            |                  |
| Норма опадів, мм                              | 35               | 34               | 46               | 31               | 23               | 4                | 2                | 1                | 1                | 14               | 24               | 35               |                  |
| Середньомісячна швидкість вітру, м/с          | 1.62             | 2.10             | 3.10             | 3.16             | 2.86             | 2.76             | 2.86             | 2.73             | 2.38             | 2.25             | 1.99             | 1.48             |                  |
| Середньомісячна сонячна радіація, кДж/м²·день | 8950             | 11820            | 14258            | 17938            | 22007            | 25968            | 25731            | 23364            | 19742            | 14471            | 10721            | 8611             |                  |
| --------------------------------------------- | ---------------- | ---------------- | ---------------- | ---------------- | ---------------- | ---------------- | ---------------- | ---------------- | ---------------- | ---------------- | ---------------- | ---------------- | ---------------- |
| Джерело:                                      |                  |                  |                  |                  |                  |                  |                  |                  |                  |                  |                  |                  |                  |